# Escola senesa

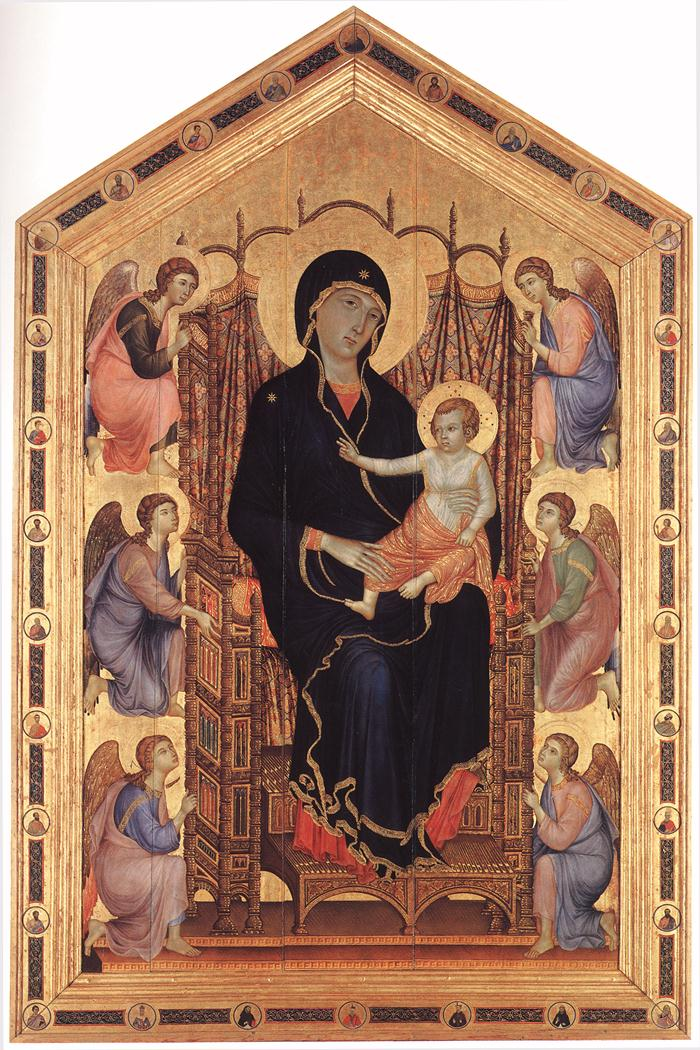
Duccio, Madonna Rucellai, 1285, Galleria degli Uffizi, Florència.

L'escola de Siena o escola senesa representa el llegat dels models i la tècnica de la maniera greca i fonamentà l'estil elegant del gòtic internacional. Després del contacte amb l'escola florentina a Assís alguns dels seus pintors van saber elaborar un espai pictòric en l'obra, així com imprimir un major naturalisme en el conjunt.
Una falta de preocupació pels problemes tècnics o de proporcions que es manifestà amb l'estilització i l'amanerament de les figures així com en l'ús dels fons ornamentals daurats i d'una gamma de colors subjectiva, proporcionen una notable expressivitat lírica a les composicions que és el caràcter propi de la pintura de l'escola senesa.
Les figures es mostren nítidament delimitades per una acurada línia negra, mostrant-se així una preponderància del dibuix sobre el color. En general els colors són plans, encara que algun cop insinuen una mica els volums. La llum és utilitzada de manera simbòlica, tant pels fons daurats com per les aurèoles dels personatges bíblics.
La ciutat de Siena tingué entre finals del segle XIII i la primera meitat del segle xiv la seva màxima esplendor, constituent una potència política i econòmica que rivalitzava amb Florència. Siena fou sempre una ciutat Gibelina, amb contacte permanent tant amb les fonts romanes d'Orient de l'art italià com amb l'art cortesà de l'altre costat dels Alps, això va modelar la sensibilitat per l'ornamental que caracteritza l'art d'aquesta ciutat.

## Història
L'any 1285, Duccio di Buoninsegna pintà la Madonna Rucellai, envoltada d'àngels que amb els seus gestos agraciats sembla que sostinguin el tron calat de la Verge mentre l'harmonia cromàtica dels seus vestits rosa, verd i blau dona la nota de refinament que va més enllà de la icona romana d'Orient que inspira el quadre.
El quadre més celebrat de Duccio és la "Maestà" de la Catedral de Siena, on reprèn el tema romà d'Orient de la Madonna entronitzada rodejada d'àngels i sants que estan disposats en sèries paral·leles horitzontals i simètriques. L'estudi individual dels rostres de cada personatge i el gust refinat expressat en la vestimenta rivetejada per una línia daurada, constitueixen els elements destacables d'aquest quadre.

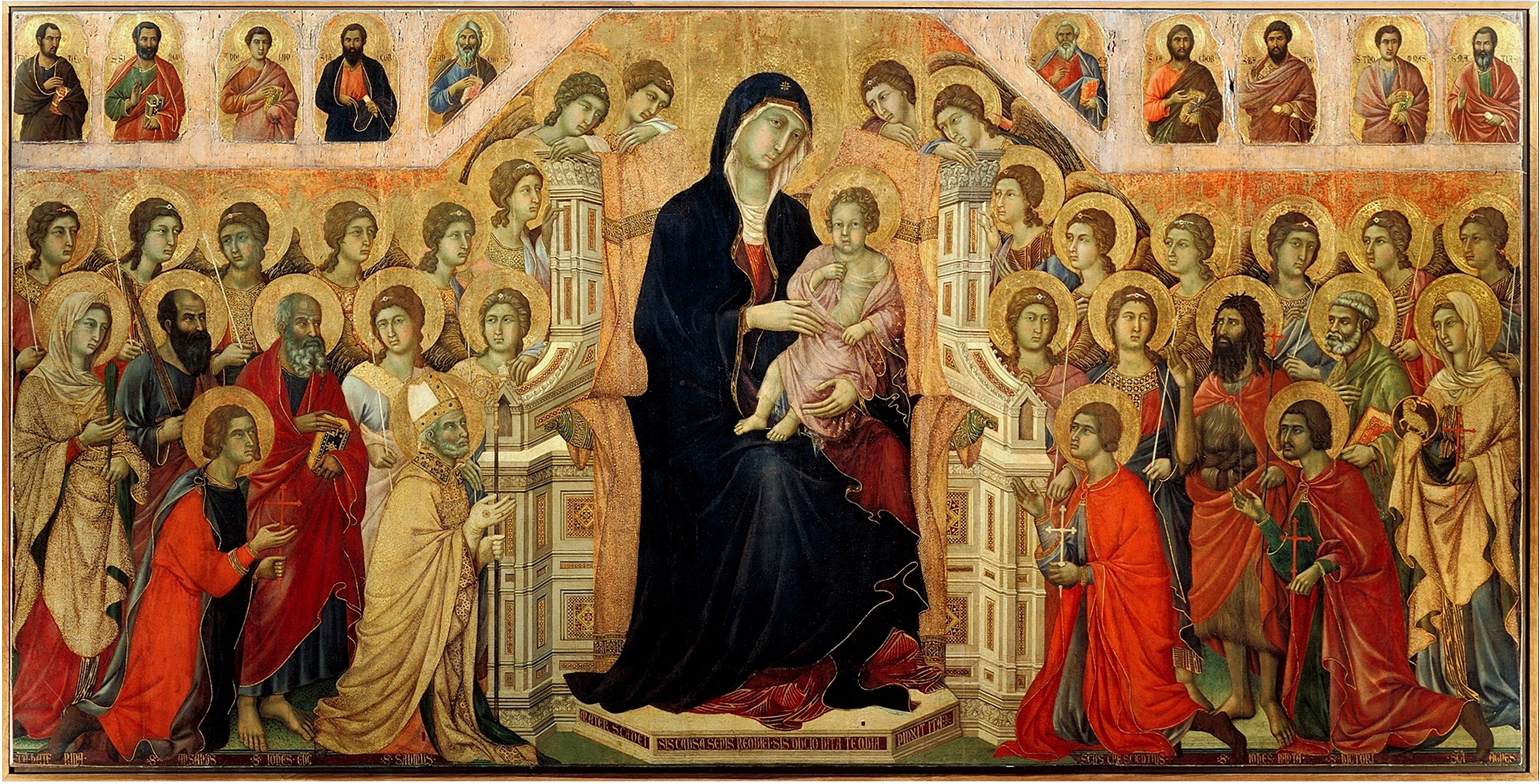
Duccio di Buoninsegna, LA "MAESTÀ" DE LA CATEDRAL DE SIENA, tremp damunt taula, 370 x 450 cm. (1308-1311), Museo dell'Opera del Duomo, Siena.

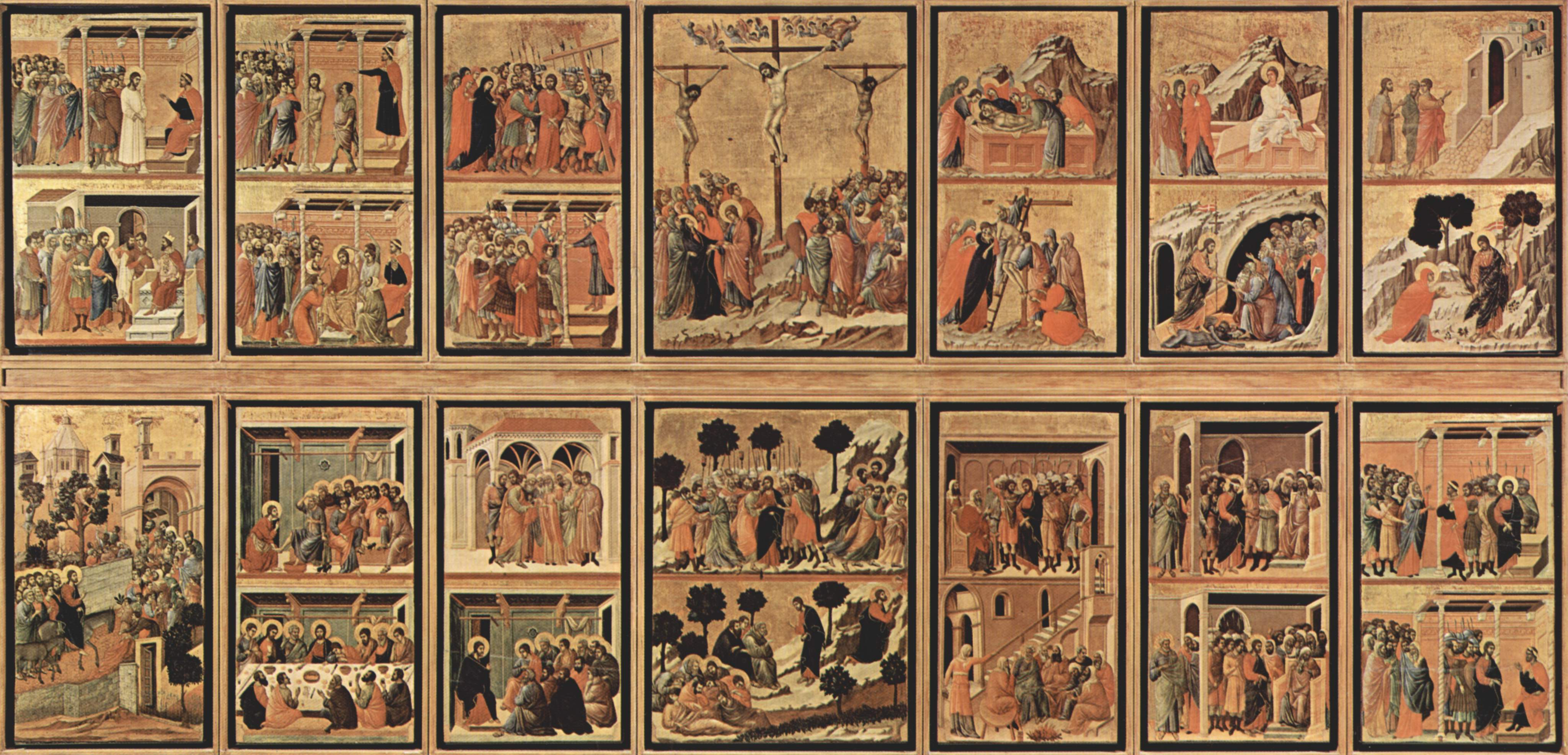
Duccio di Buoninsegna, LA "MAESTÀ" DE LA CATEDRAL DE SIENA, part posterior, tremp damunt taula, 370 x 450 cm. (1308-1311), Museo dell'Opera del Duomo, Siena.

Però fou en les històries de la Passió de Crist de la part posterior de la "Maestà" on Duccio es planteja els temes de perspectiva, d'arquitectura pintada i del paisatge de fons o de l'espai pictòric, mitjançant la mateixa disposició dels elements i detalls amb la seva relació amb l'ambient, com a forma alternativa a la claredat espacial dels quadres de Giotto. En l'escena de L'entrada de Jesús a Jerusalem (a baix i a l'esquerra) podem veure como són les línies obliqües de la composició les que ordenen els temes: Jesús dalt del pollí, la multitud, la porta de la muralla i els edificis policroms de la ciutat al fons. També veiem com en l'escena de Les Maries al sepulcre (a dalt, la segona per la dreta), Duccio posa en primer terme les figures en les quals el volum de la roba es resol amb mitges tintes, mentre el fons es resol amb el tema recurrent de les muntanyes inclinades per simular la perspectiva.

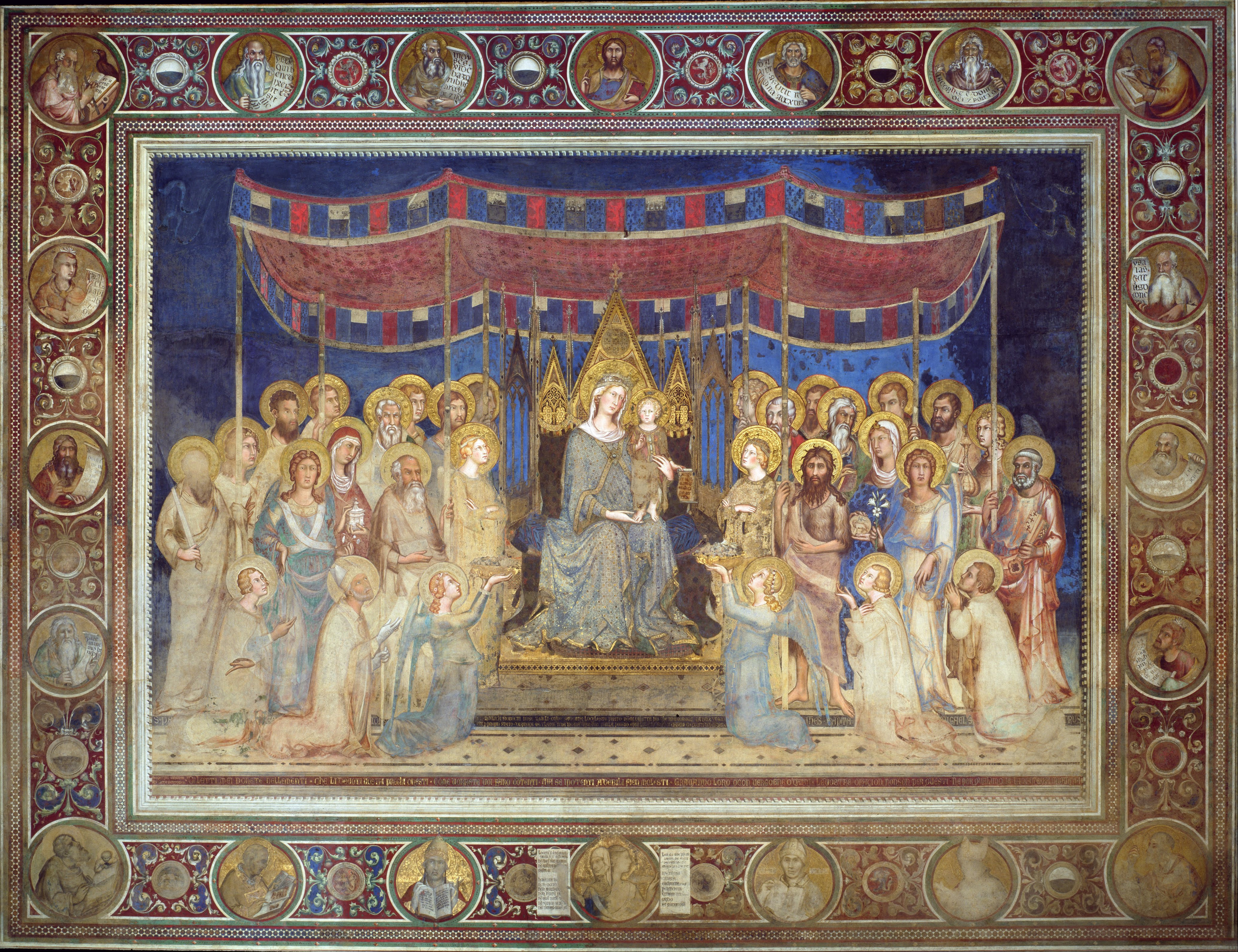
Martini, "Maestà" de l'Ajuntament de Siena, pintura al fresc, 1315.
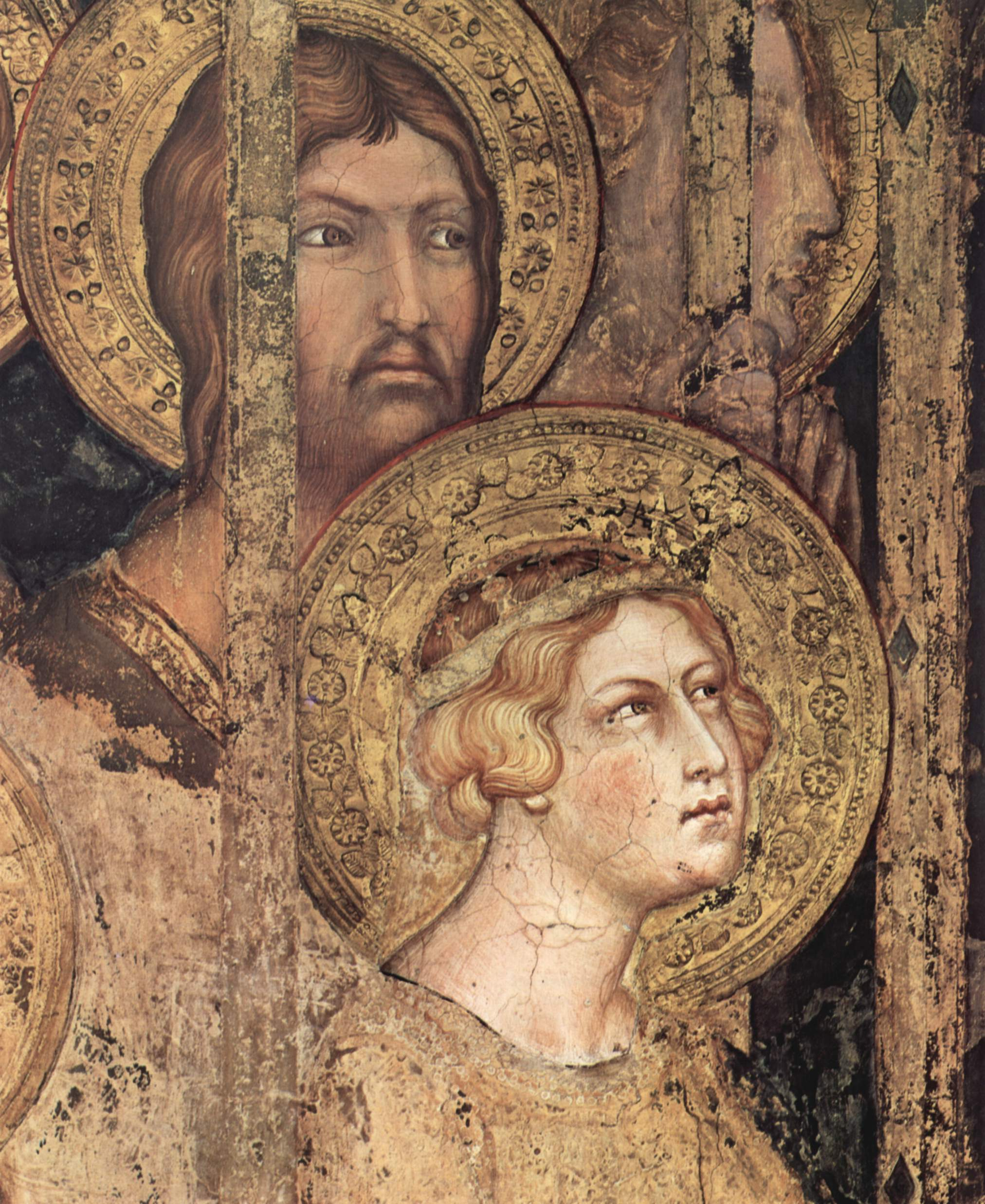
Martini, "Maestà" de l'Ajuntament de Siena, detall.
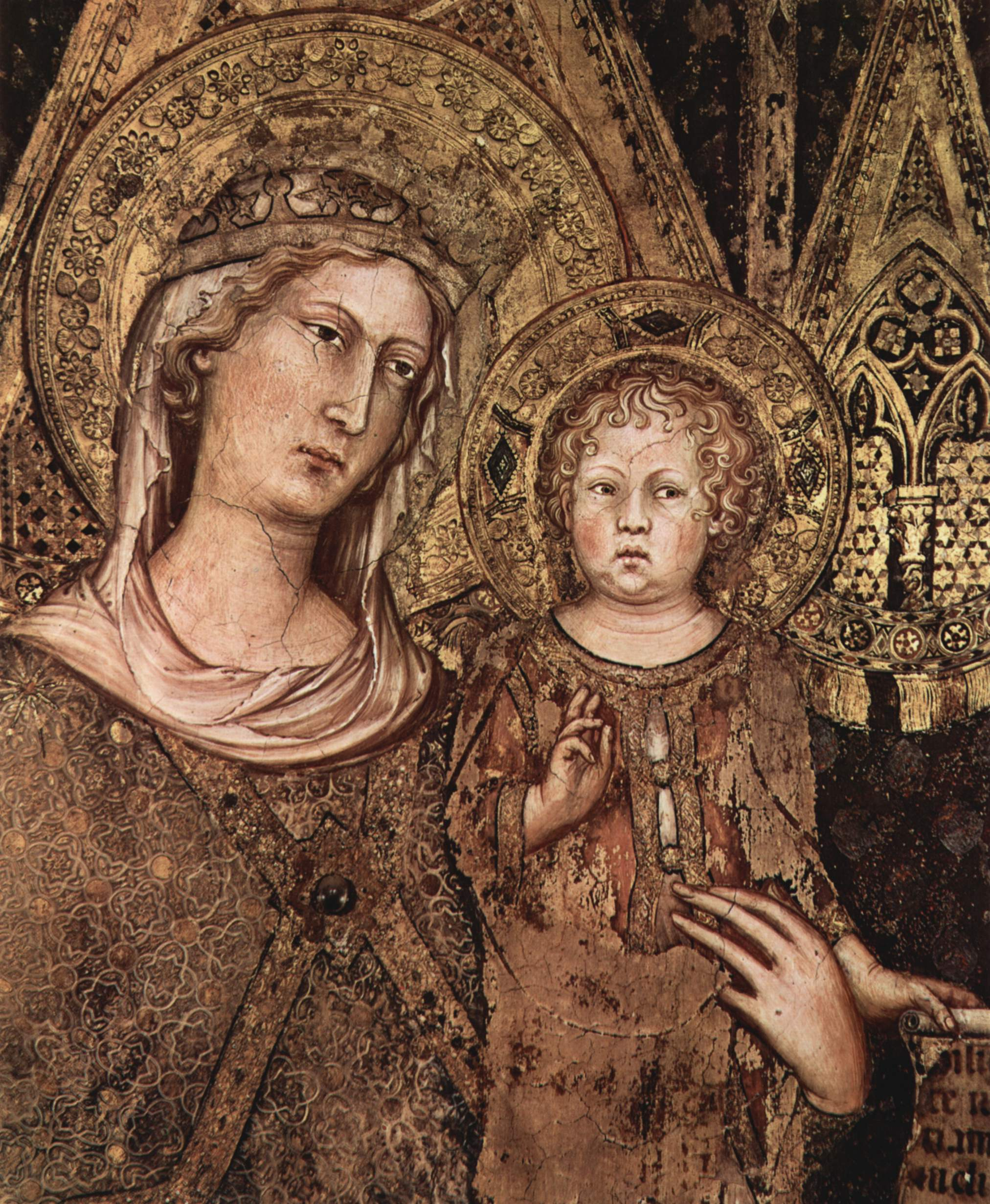
Martini, "Maestà" de l'Ajuntament de Siena, detall.
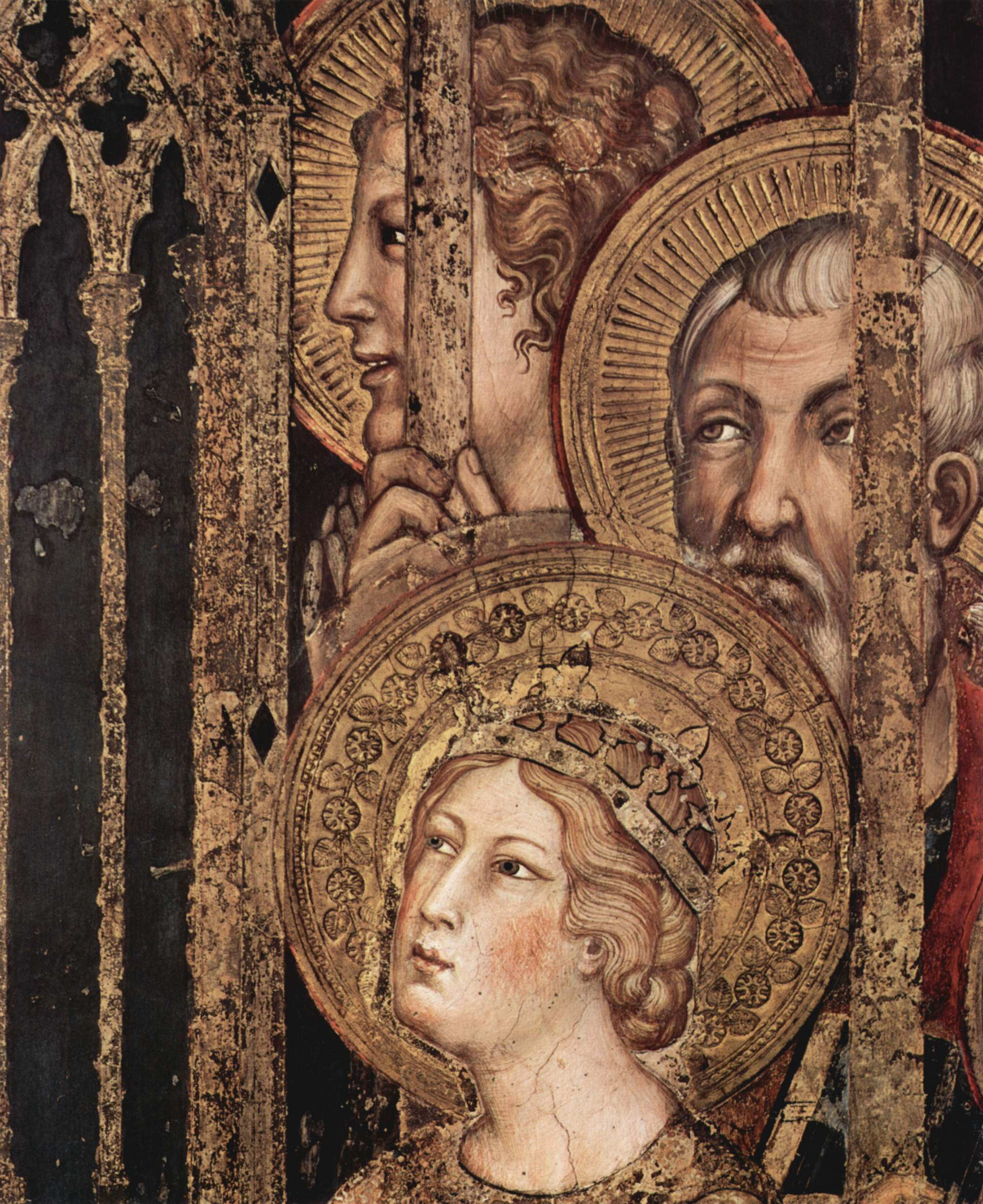
Martini, "Maestà" de l'Ajuntament de Siena, detall.

El gust per la línia pròpia del gòtic francès i de les miniatures de l'escola de miniaturistes de París, fou un element essencial en l'estètica de Simone Martini, el segon gran pintor de l'escola senesa, que fou també el més reputat mestre en el domini del color. En la "Maestà" de l'Ajuntament de Siena, pintada al fresc l'any 1315 Martini abandona la rigidesa d'una composició en línies horitzontals per adoptar una altra de personatges en moviment que s'apropen o s'allunyen produint un efecte de gran naturalitat. El baldaquí de seda i cintes que es mouen al vent, dona la rèplica a l'assemblea humana que en forma de dos semicercles rodeja a la Verge, la qual ha abandonat també el hieratisme romà d'Orient tot assolint una actitud pensativa i dolça.
En les Històries de Sant Martí, pintades per Martini (1317) a l'Església inferior de Sant Francesc a Assís, l'espai pictòric s'omple d'escenes i anècdotes molt detallades, plenes de color en les seves figures les quals estan perfectament delineades, igual que els elements del fons, amb la línia omnipresent del pintor.
Però és en l'retaule de l'Anunciació realitzat conjuntament amb Lippo Memmi per a la Catedral de Siena (actualment a la de la "Galleria degli Uffizi" de Florència), on es fa palesa amb més claredat, l'assimilació dels ideals de l'art gòtic pels pintors de l'escola senesa. Les formes delicades, l'aire líric, la magnificència dels vestits i la bellesa dels cossos prims aproximen aquest retaule a l'orfebreria gòtica o a l'art de les miniatures. Martini encara va més enllà de l'art gòtic i en aquest retaule mostra com ha assimilat els descobriments de Giotto. Així veiem que sobre el fons daurat entre l'àngel i la Verge hi ha l'aire que modela l'espai és a dir, hi ha una distància que podem conèixer; el paviment és fet d'una pedra que podem (en sentit figurat) trepitjar; el banc on seu la Verge té profunditat és a dir, tres dimensions igual que el llibre que sosté en la seva mà, en el qual penetra la llum per les pàgines entreobertes.
| - Simone Martini, L'anunciació, tremp damunt taula. (1333). Galleria degli Uffizi. Florència. |

Els colors ocres que usaren àmpliament Duccio, Martini, els germans Lorenzetti i altres pintors de l'escola senesa van associats per sempre a la ciutat de Siena, són la "siena torrada" i la "siena natural" que s'extreien d'uns pigments de terres de colors procedents la campinya toscana.

## Llista d'artistes

### 1251–1300
- Coppo di Marcovaldo
- Guido da Siena

### 1301–1350
- Barna da Siena
- Duccio di Buoninsegna
- Ambrogio Lorenzetti
- Pietro Lorenzetti
- Ugolino Lorenzetti
- Lippo Memmi
- Segna di Buonaventure
- Simone Martini
- Ugolino di Nerio

### 1351–1400
- Bartolo di Fredi
- Spinello Aretino
- Taddeo di Bartolo
- Andrea Vanni

### 1401–1450
- Giovanni di Paolo
- Pietro di Giovanni d'Ambrogio
- Sassetta (Stefano di Giovanni)

### 1451 - 1500
- Lorenzo Di Pietro (Vecchietta)
- Domenico di Bartolo
- Francesco di Giorgio
- Matteo di Giovanni (Catholic Encyclopedia article)
- Neroccio dei Landi
- Sano di Pietro

### 1501–1550
- Domenico Beccafumi
- Il Sodoma (Giovanni Antonio Bazzi)

### 1601–1650
- Francesco Vanni
- Ventura Salimbeni